# Schweizer Truppen in genuesischen Diensten

Flagge Genuas

Acht Schweizer Truppen in genuesischen Diensten unterstützten die Adelsrepublik an der ligurischen Küste seit 1575. Eine Schweizergarde sicherte Tore der Hauptstadt Genua, und weitere Schweizer Truppen waren, bis zur Annexion der Republik Genua 1797 durch Frankreich, an der Behauptung des Festlandterritoriums und der Insel Korsika beteiligt.
Schweizer Truppen in fremden Diensten hiess der von Behörden der Schweizer Eidgenossenschaft mit Staatsverträgen geregelte Solddienst von geführten, ganzen Truppenkörpern im Ausland.
Diese Verträge enthielten ein Kapitel, das die militärischen Angelegenheiten regelte: die sogenannte Kapitulation (oder Privatkapitulation, wenn einer der Vertragspartner ein privater Militärunternehmer war).

## Übersicht der Schweizer Truppen in genuesischen Diensten
|                                               | \| #gen \| Bezeichnung \| Jahr \| \| Doge Prospero Centurione Fattinanti 1575–1577 \| \| \| \| 1 \| Freikompanie Freiburg? \| 1575 \| \| Doge Agostino Pinelli Luciani 1609–1611 \| \| \| \| 2 \| Schweizergarde \| 1609–1797 \| \| Doge Giacomo Lomellini 1625–1627 \| \| \| \| 3 \| Hilfskorps Müller \| 1625 \| \| Doge Alessandro Grimaldi 1671–1673 \| \| \| \| 4 \| Regiment Planta \| 1672 \| \| Doge Francesco Maria Balbi 1730–1732 \| \| \| \| 5 \| Hilfskorps Morettini \| 1731–1737 \| \| 6 \| Kompanie Planta \| 1731–1737 \| \| Doge Costantini Balbi 1738–1740 \| \| \| \| 7 \| Bataillon Jost \| 1738–1748 \| \| Doge Giovanni Giacomo Grimaldi 1756–1758 \| \| \| \| 8 \| Regiment Janett \| 1757–1797 \| |           |
| #gen                                          | Bezeichnung | Jahr      |
| Doge Prospero Centurione Fattinanti 1575–1577 | |           |
| 1                                             | Freikompanie Freiburg? | 1575      |
| Doge Agostino Pinelli Luciani 1609–1611       | |           |
| 2                                             | Schweizergarde | 1609–1797 |
| Doge Giacomo Lomellini 1625–1627              | |           |
| 3                                             | Hilfskorps Müller | 1625      |
| Doge Alessandro Grimaldi 1671–1673            | |           |
| 4                                             | Regiment Planta | 1672      |
| Doge Francesco Maria Balbi 1730–1732          | |           |
| 5                                             | Hilfskorps Morettini | 1731–1737 |
| 6                                             | Kompanie Planta | 1731–1737 |
| Doge Costantini Balbi 1738–1740               | |           |
| 7                                             | Bataillon Jost | 1738–1748 |
| Doge Giovanni Giacomo Grimaldi 1756–1758      | |           |
| 8                                             | Regiment Janett | 1757–1797 |

## Genuas Flotte fährt weite Wege

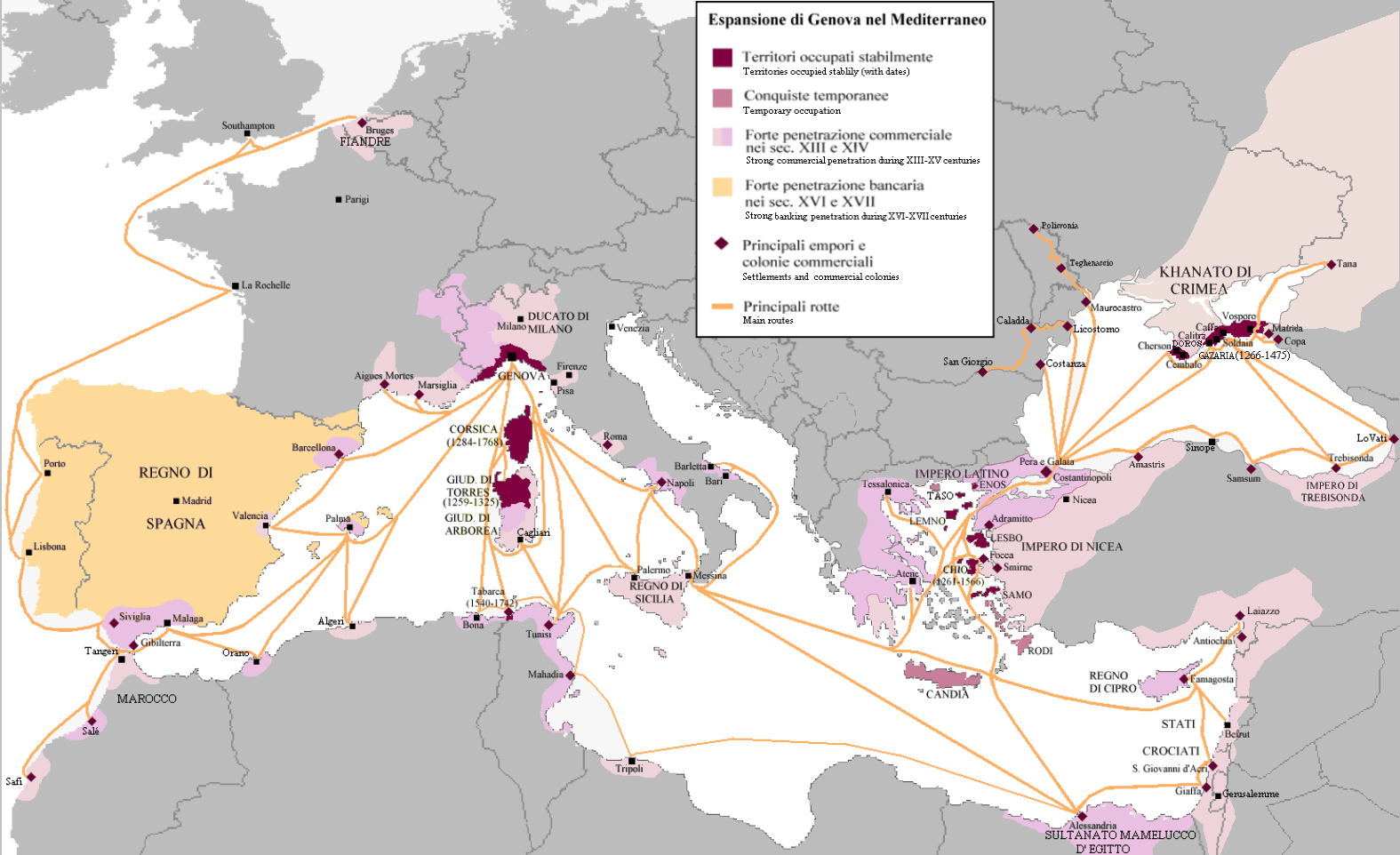
Kolonien und Stützpunkte Genuas

Die Republik Genua (italienisch: Serenissima Repubblica di Genova, «durchlauchtigste Republik Genua») war eine Kolonialmacht und eine der vier grossen Seerepubliken Italiens.
Die Transportleistungen der Genueser Kaufleute mit ihrer Schiffsflotte für die Kreuzzüge lagen am Anfang des Aufbaus ihres weitgespannten Handelsnetzes.
Stützpunkte an der afrikanischen Atlantikküste, Seewege nach England und Flandern sowie Handelsstationen und Kolonien im westlichen und östlichen Mittelmeer, in der Ägäis, im Schwarzen und im Asowschen Meer ermöglichten der Republik Genua im 12. und 13. Jahrhundert einen aussergewöhnlichen wirtschaftlichen Aufschwung. Wichtigste Handelsprodukte waren Getreide aus dem Schwarzmeerraum und Sklaven von dort und aus Nordafrika.
Dem Luxusprodukt Seide folgte im 14. Jahrhundert auf der Seidenstrasse jedoch auch der Schwarze Tod, der rund einem Drittel der europäischen Bevölkerung das Leben kostete. Am Ende des 15. Jahrhunderts war es aber bezeichnenderweise ein Seefahrer aus Genua, Christoph Kolumbus, der in spanischen Diensten den Seeweg zum amerikanischen Kontinent erschloss.
Das eher beschränkte eigene Territorium machte Soldaten und Ruderknechte für seine weitgestreuten Aktivitäten zum Engpass. Die Republik Genua wurde daher auch für die Eidgenossen zu einem zahlungskräftigen Abnehmer von Söldnern, Truppen und Galeerensträflingen.

## Innere Konflikte beschleunigen den Niedergang
Bis zum Ende des 15. Jahrhunderts gingen, mit Ausnahme von Korsika, das von den Genuesen gnadenlos ausgebeutet wurde, praktisch alle Kolonien verloren. Einer der Gründe war, trotz der grossen wirtschaftlichen Erfolge und (vielleicht gerade wegen) des wachsenden Reichtums, die innere Zerstrittenheit Genuas und seiner Eliten. Parteienkämpfe, manchmal ziemlich blutige, der Bürger mit dem Adel sowie auch zwischen dessen Fraktionen erschütterten immer wieder die Gesellschaftsordnung und führten die seit dem 10. Jahrhundert eigentlich vom Römischen Reich unabhängige Stadt immer wieder in Abhängigkeit äusserer Mächte, meist des Königs von Frankreich oder der Herzöge von Mailand.
So auch 1547, keine zwei Jahrzehnte, nachdem Andrea Doria die Republik Genua von Frankreich gelöst, reformiert und dem Schutz des römischen Kaisers unterstellt hatte, versuchten die Gebrüder Fieschi mit einem Umsturz das Rad im vom Dogen Andrea Doria und seinem Neffen Gianettino Doria, der dabei erstochen wurde, geführten Genua zurückzudrehen. Allerdings erfolglos: Giovanni Luigi ertrank bei der Aktion, Girolamo wurde gefangen und hingerichtet und Ottobuono de Freschi später ergriffen und ertränkt.
Das Ereignis führte jedoch dazu, dass 1555 der Doge Agostino Pinello Ardimenti zum Schutze seines Palastes (Palazzo Ducale) und seiner Behörden sowie des Haupttores im Westen der Stadt Genua (Thomastor, italienisch: Porta San Tommaso) eine Garde von deutschen Söldnern anheuerte, die später auch bei der Unterdrückung der Aufstände in Korsika eingesetzt wurde.
Genua vergrösserte auch den Bestand seiner bisher 500 Mann starken stehenden Armee, bestehend aus italienischen und korsischen Söldnern, bis 1591 mit weiteren Anwerbungen aus deutschsprachigen Ländern bis auf 900 Mann (500 Deutschsprachige, 300 Italiener und 100 Korsen).
Korrespondenzen wurden auch mit eidgenössischen Orten geführt: Chur, Genf, Bern, Freiburg und Luzern (als Vorort der katholischen Kantone). 1575 soll sogar eine Freiburger Kompanie in genuesischen Diensten gestanden sein.
| Bezeichnung, Einsatzdauer         | (1gen) Freikompanie Freiburg? 1575                                   | (1gen) Freikompanie Freiburg? 1575 |
| Jahr, Vertragspartner             | k. A.                                                                |                                    |
| Bestand, Formation                | k. A.                                                                |                                    |
| Herkunft Kader, Truppe            | k. A., Freiburg?                                                     |                                    |
| Besitzer, Kommandant, Namensgeber | k. A.                                                                |                                    |
| Einsatz, Ereignisse               | k. A., nur eine Quelle erwähnt die Truppe, aber ohne nähere Angaben. |                                    |

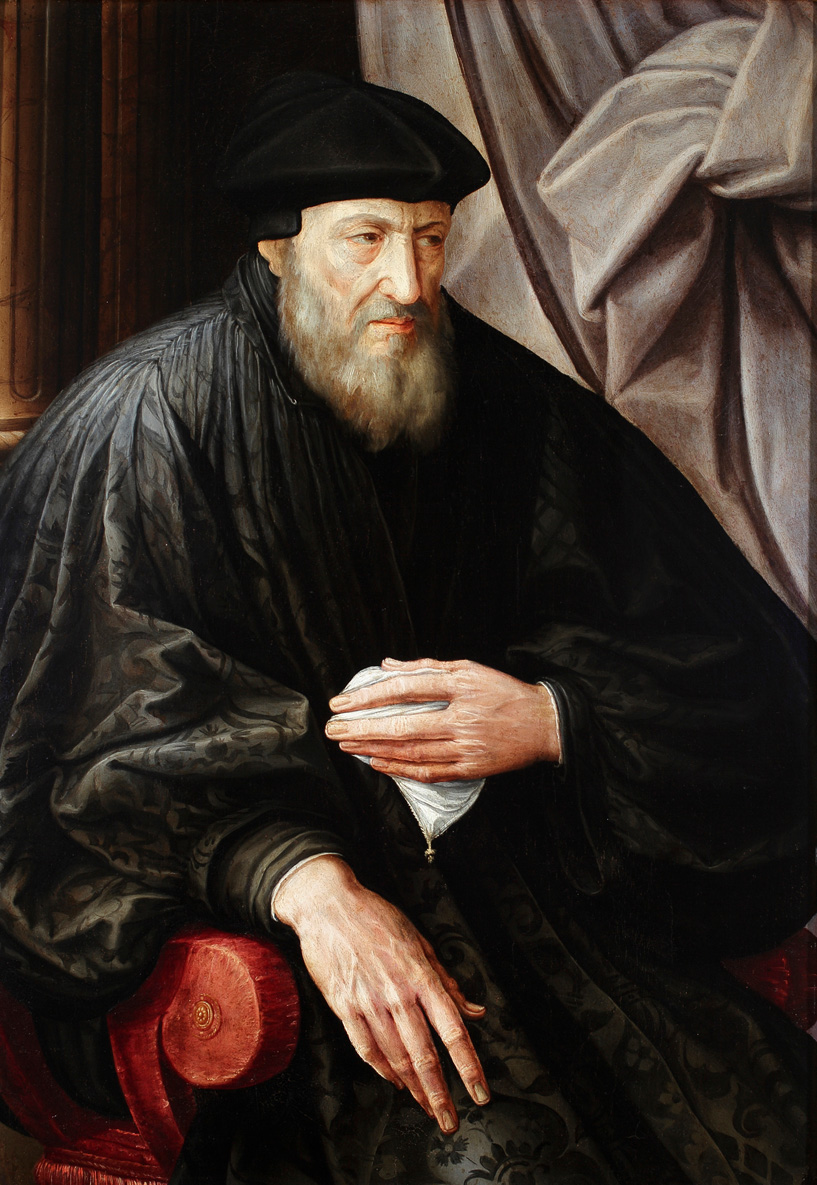
Andrea Doria

Ein Teil der eidgenössischen Korrespondenz mag auch die Galeerenstrafen betroffen haben.
Besonders nach der Seeschlacht von Lepanto 1571 nahm die Bedeutung der geruderten Galeere als Handels- und Kriegsschiff an Bedeutung zu, und der Bedarf an Ruderknechten stieg stark an. Schon ein Jahr vorher hatte das mit grossen maritimen Aktivitäten, jedoch kleinem eigenem Rekrutierungsterritorium konfrontierte Genua eine Rekrutierungsmission auf der Suche nach gesunden und kräftigen Strafgefangenen nach Süddeutschland gesandt.
Die Galeerenstrafe war für die Kantone eine kostengünstige, ja sogar gewinnbringende Massnahme zur Abschiebung von Landstreichern und des Strafvollzugs bei schwer Kriminellen.

## Kampftruppen zur Behauptung des Territoriums
Der misslungene Handstreich von Herzog Karl Emanuel I. von Savoyen 1602 auf die Stadt Genf weckte die Besorgnis der Regierung der Serenissima, dass auch Genua in den savoyischen Fokus geraten könnte.
Die Hundertschaft italienischer Söldner von Hauptmann Giorgio Alvini, die das östliche Haupttor der Stadt (Stefanstor, italienisch: Porta Santo Stefano) sicherten, wurde als Sicherheitsrisiko eingestuft und sollte durch eine Kompanie aus Freiburg ersetzt werden. Zusätzlich wurde der Bestand des stehenden Heeres auf 2000 Mann mehr als verdoppelt.
Diese Truppen waren jedoch alle ortsfest.
Um über bewegliche militärische Kräfte zu verfügen, wurde zuerst auf lokale Territorialmilizen zurückgegriffen und schliesslich eine Art Dienstpflicht auf dem Festlandterritorium eingeführt, die aber letztlich durch Verbände aus Freiwilligen abgelöst werden musste.
| Bezeichnung, Einsatzdauer         | (2gen) Schweizergarde 1609–1797 | (2gen) Schweizergarde 1609–1797 |
| Jahr, Vertragspartner             | 1609, nach längeren gründlichen Verhandlungen, schloss der Patrizier Andrea Spinola im Auftrag der Republik Genua mit den Behörden des katholischen Kantons Freiburg einen Vertrag ab. Die Schweizergarde hatte die italienische Einheit am Stefanstor abzulösen und jährlich den Eid auf die Republik Genua und für den Einsatz in der Stadt, auf dem Festlandterritorium und in Korsika zu erneuern. Die Kapitulation umfasste auch 26 Artikel zur Justizordnung der Schweizergarde. Der Richter und seine Gehilfen sollten unparteiisch und ohne Unterschiede der Person urteilen. Für Fluchen gegen Gott, Jesus, die Jungfrau Maria oder andere Heilige und die Nichteinhaltung der Beichtpflicht, beispielsweise, drohte Entlassung; für Wachvergehen jeglicher Art, Desertion und Pflichtverweigerung die Galeerenstrafe; für das Verlassen der Unterkunft, unerlaubtes Entfernen von der Truppe, Aufruhr, Trunkenheit, Belästigung von Einheimischen, Vergehen gegen Kameraden, Vernachlässigung von Waffen und Munition schwere Strafen. 1622, Kapitulation erneuert und angepasst. |                                 |
| Bestand, Formation                | 1609: Kompanie von 100 Mann, bestehend aus einem Hauptmann mit persönlicher Ordonnanz, Fähnrich, Feldweibel, Kaplan, Profoss, Richter, Chirurg, Tambour, Pfeifer, 4 Korporalen, 18 Pikenieren und 70 Büchsenschützen. 1622: Kompanie von 250 Mann, bestehend aus einem Hauptmann mit persönlicher Ordonnanz, Fähnrich, Feldweibel, Kaplan, Schreiber (mit Italienischkenntnissen), Profoss, Richter, Chirurg, 4 Tambouren, 4 Pfeifer, 1 Korporal, 40 Pikenieren, 12 Hellebardieren und 160 Musketenschützen. |                                 |
| Herkunft Kader, Truppe            | Katholische Freiburger mit deutscher Muttersprache. |                                 |
| Besitzer, Kommandant, Namensgeber | 1609 Baron Bartolomé de Reynold, 1633 Hauptmann Nicolas de Diesbach, 1635–1643 Hauptmann Rodolphe de Weck, 1686 Hauptmann Christian von Montenach. |                                 |
| Einsatz, Ereignisse               | Die Schweizergarde übernahm im Juli 1609 die Wache am Stefanstor und Thomastor. Die abgelöste italienische Einheit wurde aufgelöst. Sechs Jahre später wurde der Einsatzbefehl zusätzlich auf die Tore Acquasola, Fontana Amorosa und Carbonara sowie auf die Festung Castelletto ausgedehnt und der Bestand auf 200 Mann erhöht. 1622 wurde der Bestand auf 250 Mann ausgeweitet, die Bewaffnung verbessert (die Muskete ersetzte die Hakenbüchse) und der Einsatzbereich erweitert (Einsatz auch auf Gewässern, aber ausdrücklich nicht gegen Eidgenossen oder deren Verbündete). Ein Jahrzehnt später, 1633, während des Dreissigjährigen Krieges, führten die Bündner und Veltliner Wirren zu Besorgnis in der Eidgenossenschaft. Als dann kaiserliche und schwedische Truppen die Grenze bedrohten, rief Freiburg die Schweizergarde zurück. Auf deren einhelligen und nachhaltigen Einspruch wurde aber letztlich auf die Massnahme verzichtet. 1643 war der Bestand der Garde auf 480 Mann angewachsen, wovon 250 Mann in Genua bei den Toren, 130 Mann in Novi (heute: Novi Ligure) und je 50 Mann in den Festungen von Savona und Gavi eingesetzt waren. 1655, während des Ersten Villmergerkrieges, waren die Vorbereitungen zur Rückkehr in die Heimat weit fortgeschritten, als das Kriegsende 1556 den Rückrufbefehl hinfällig machte. Das gleichzeitige Angebot aus Uri und dem Tessin, die Detachemente der Garde auf dem Festland ausserhalb der Stadt Genua mit 150 Mann zu verstärken, wurde von Genuas Behörden zwar diplomatisch, jedoch unmissverständlich abgelehnt. 1686 erneuerte Hauptmann Christian von Montenach die Kapitulation. 1737 bestand die Kompanie Montenach (offenbar befand sich die Schweizergarde in Genua nun fest in der Hand dieser Familie) nur noch zu einem Viertel aus Freiburgern und zu einem Drittel aus übrigen Schweizern. Der Rest stammte aus anderen Deutsch sprechenden Ländern und sogar vom Balkan oder aus Schweden. 1748 war ein Detachement der Kompanie Montenach auf der korsischen Insel Capraia stationiert. 1779 existierte die Schweizergarde immer noch. Sie wurde vermutlich 1797 beim Einmarsch der napoleonischen Truppen aufgelöst. |                                 |

1625 kam es zur militärischen Konfrontation von Savoyen mit Genua. Dessen Anfrage in Freiburg für zusätzlich zwei Kompanien von je 300 Mann wurde abgeschlagen. Hingegen lieferte Unterwalden ein Hilfskorps.
| Bezeichnung, Einsatzdauer         | (3gen) Hilfskorps Müller 1625                                                                                              | (3gen) Hilfskorps Müller 1625 |
| Jahr, Vertragspartner             | 1625, Privatkapitulation von Sebastian Müller aus Unterwalden.                                                             |                               |
| Bestand, Formation                | Hilfskorps von 300 Mann.                                                                                                   |                               |
| Herkunft Kader, Truppe            | k. A., Unterwalden? |                               |
| Besitzer, Kommandant, Namensgeber | Sebastian Müller aus Unterwalden.                                                                                          |                               |
| Einsatz, Ereignisse               | k. A., nur eine Quelle erwähnt die Truppe, jedoch ohne nähere Angaben. Vermutlich im Kampfeinsatz für Genua gegen Savoyen. |                               |

Der Krieg endete mit der Niederlage Genuas. Nicht zuletzt waren die freiwilligen genuesischen Truppen dem savoyischen Berufsheer nicht gewachsen. Dies veranlasste Genua, wieder zu stehenden Soldtruppen zurückzukehren, deren Bestand nun auf 13'000 Mann erhöht wurde. Er musste wegen latenter Kriegsgefahr und trotz angespannten Finanzen bis 1634 aufrechterhalten werden, bis der Friedensschluss mit Savoyen wieder die Reduktion auf 4000 Mann auf dem Festlandterritorium und 500 Mann auf Korsika gestattete.
Ein Jahrzehnt später genügten für Genua, das Festland und die Galeeren sogar nur 2500 Mann, die in einem Turnus, «muta» genannt, auch in Korsika eingesetzt wurden.
Anders 1672, als der Krieg mit Savoyen, oder 1729, als die Rebellion auf Korsika ausbrach. Die Bestände wurden wieder hochgefahren, und es tauchten auch wieder Schweizer Truppen auf: diesmal aus dem Kanton Graubünden.
| Bezeichnung, Einsatzdauer         | (4gen) Regiment Planta 1672                                                | (4gen) Regiment Planta 1672 |
| Jahr, Vertragspartner             | 1672, Privatkapitulation von Peter Planta aus Zuoz mit der Republik Genua. |                             |
| Bestand, Formation                | Regiment von 1'500 Mann.                                                   |                             |
| Herkunft Kader, Truppe            | k. A.                                                                      |                             |
| Besitzer, Kommandant, Namensgeber | Peter Planta aus Zuoz und Sent.                                            |                             |
| Einsatz, Ereignisse               | Einsatz für Genua gegen Savoyen.                                           |                             |

| Bezeichnung, Einsatzdauer         | (5gen) Hilfskorps Morettini 1731–1737 | (5gen) Hilfskorps Morettini 1731–1737 |
| Jahr, Vertragspartner             | 1731, Giovanni Philippo Morettini (Sohn des aus dem Tessin stammenden Direktors der genuesischen Festungen und Erbauers des Urnerlochs in der Schöllenen, Pietro Morettini) hob ein Hilfskorps aus. Die Bündner Behörden hatten aber 1737, trotz Verlangen des Dogen Nicolò Cattaneo und der genuesischen Behörden, die Kapitulation noch nicht offiziell genehmigt. |                                       |
| Bestand, Formation                | 3 Kompanien von je 150 Mann. |                                       |
| Herkunft Kader, Truppe            | Aus dem protestantischen Graubünden. |                                       |
| Besitzer, Kommandant, Namensgeber | Die drei Kompanien wurden geführt von Hauptmann Rudolf Anton Jost aus Zizers (Landammann des Gerichts der vier Dörfer, mit kaiserlichem Ritterschlag durch Karl VI. mit dem Namenszusatz «von St. Jörgen»), Hauptmann Christian Jenatsch und Hauptmann Ragnet Abys. |                                       |
| Einsatz, Ereignisse               | Die Durchreise der Angeworbenen durch die österreichische Lombardei wurde, teilweise sogar mit Abwerbeversuchen, behindert. Es waren Reisegruppen von maximal 25 Mann gestattet, die in Novi ein erstes Mal und in Genua beim Thomastor ein zweites Mal inspiziert wurden. (In Genua wurden gleichzeitig auch Rekruten für andere Mächte versammelt. Es herrschte daher ein strenges Kontrollregime: die für Neapel oder Spanien vorgesehenen Ausgehobenen wurden ohne Waffen und bis zum Auslaufen ihrer Schiffe in gesonderten Besammlungsräumen bewacht.) Hauptmann Abys scheint rasch in Ungnade gefallen zu sein. In seine Auseinandersetzungen mit dem Dogen über Entschädigungen waren auch die Bündner Behörden involviert. |                                       |

| Bezeichnung, Einsatzdauer         | (6gen) Kompanie Planta 1731–1737                                                                             | (6gen) Kompanie Planta 1731–1737 |
| Jahr, Vertragspartner             | 1731, Privatkapitulation von Peter Planta mit der Republik Genua.                                            |                                  |
| Bestand, Formation                | Kompanie von 150 Mann.                                                                                       |                                  |
| Herkunft Kader, Truppe            | Aus dem protestantischen Graubünden.                                                                         |                                  |
| Besitzer, Kommandant, Namensgeber | Hauptmann Peter Planta von ?.                                                                                |                                  |
| Einsatz, Ereignisse               | Planta scheint sich nicht durchgesetzt zu haben und sogar vertragswidrig in andere Dienste getreten zu sein. |                                  |

Die Ereignisse in Korsika lösten endgültig eine tiefgreifende Neuorganisation der Marine und Streitkräfte der Serenissima aus.
Die Kommandostruktur wurde auf 10 Bataillone gestrafft: 6 Bataillone mit italienischen Söldnern, 2 Bataillone mit Korsen, 1 ennetbirgisches (italienisch: oltramontano) Bataillon (rund zu einem Drittel aus Schweizern bestehend) und 1 Bataillon aus Graubünden (Jost). Jedes Bataillon erhielt eine Bataillonskasse mit einem Inspektor und einem Verwaltungsrat, bestehend aus dem Oberst, dem Feldweibel und den Hauptleuten (mit Schlüssel beim Oberst und den beiden ältesten Hauptleuten).
| Bezeichnung, Einsatzdauer         | (7gen) Bataillon Jost auch: Bataillon Graubünden 1738–1753 | (7gen) Bataillon Jost auch: Bataillon Graubünden 1738–1753 |
| Jahr, Vertragspartner             | 1738, Privatkapitulation von Rudolf Anton Jost aus Zizers mit der Republik Genua. |                                                            |
| Bestand, Formation                | Bataillon von 600 Mann. |                                                            |
| Herkunft Kader, Truppe            | Aus dem Hilfskorps Morettini und der Kompanie Planta gebildet. |                                                            |
| Besitzer, Kommandant, Namensgeber | Oberst Rudolf Anton Jost aus Zizers (Landammann des Gerichts der vier Dörfer, mit kaiserlichem Ritterschlag durch Karl VI. mit dem Namenszusatz «von St. Jörgen»). |                                                            |
| Einsatz, Ereignisse               | Das Bataillon Jost wurde vorerst in Korsika stationiert mit 2 Kompanien in Bastia und je 1 Kompanie in Ajaccio und Bonifacio. Das Bataillon bestand nur noch teilweise aus Bündnern. 1739, beispielsweise, stammten von 230 neuen Rekruten noch 97 aus der Schweiz, davon nur 5 aus Graubünden. 1741 umfasste es 855 Mann: die Kompanie Jost 230 Mann, Kinich 228, Schmid 187 und Janett 210. Stationiert waren davon in Bastia: Jost 195 Mann und Kinich 212; in der Garnison Ajaccio: Janett 96; in der Garnison Bonifacio: Schmid 99 und Janett 25. 1744 wurde das Bataillon Jost aus Korsika abgezogen, auf das Festland verlegt und 1753 entlassen. Noch 1754 kämpfte Oberst Jost mit Unterstützung der Bündner Behörden um die Begleichung von offenen Guthaben in Genua. Hauptmann Stephan Kinich wurde im selben Jahr zum Oberst befördert und mit dem Kommando des italienischen Bataillons Varenne entschädigt. |                                                            |

Nach dem Vertrag von Aranjuez 1745, in dem Spanien, Frankreich und Neapel die Unterstützung Genuas gegen Savoyen und Österreich vereinbarten, hatte die Serenissima 10'000 Mann Hilfstruppen zu stellen. Sie war damit, durch die Kriegsschulden aus dem Österreichischen Erbfolgekrieg und aus den Kämpfen auf Korsika belastet, sowohl finanziell als auch organisatorisch und logistisch überfordert, was einige der Probleme der Kommandanten der Schweizer Truppen erklärt.
1756 entschloss sich schliesslich Frankreich, Genua, zur Behauptung seiner Neutralität und von Korsika, ein neues ennetbirgisches Regiment zu finanzieren.
| Bezeichnung, Einsatzdauer         | (8gen) Regiment Janett 1757–1797 | (8gen) Regiment Janett 1757–1797 |
| Jahr, Vertragspartner             | 1756, Republik Genua mit Graubündens Zehngerichtebund, auf Aufforderung und Rechnung von Frankreichs Ludwig XV. |                                  |
| Bestand, Formation                | Regiment von 1200 Mann in 8 Kompanien. |                                  |
| Herkunft Kader, Truppe            | Aus Graubünden. |                                  |
| Besitzer, Kommandant, Namensgeber | 1757: Oberst Georg Janett aus Bergün, mit seinem Stab aus Oberstleutnant Jenatsch aus Davos, Major Stefan von Salis aus Malans und Hauptmann Johannes Loretz aus Chur als Quartiermeister. Kompanieinhaber: 1 Colonella, 2 Tenente Colonella, 3 De Ott, 4 Pestalozza (und Stuppani), 5 Janett und Salis-Bothmar, 6 Albertini und Sprecher, 7 De Mont und Gabriel, 8 Stampa und Sprecher. Von den Kompaniekommandanten ist nur Hauptmann Schreiber aus Bonaduz bekannt, der, gegen den Willen der betreffenden Kompanieinhaber, von Oberst Janett über die 7. Kompanie eingesetzt wurde. Nachfolgende Regimentskommandanten: Jenatsch (1557–1765), Koennich (1765–1771), Thouard (1771–1797). |                                  |
| Einsatz, Ereignisse               | Georg Janett, tüchtiger Bauernsohn aus Bergün, der in österreichischen Diensten bis zum Major aufgestiegen war, brachte dieses Regimentskommando kein Glück: Erstens war er den gerissenen Genueser Kaufleuten nicht gewachsen. Diese waren vor allem an den monatlich aus Frankreich eintreffenden Zahlungen für das komplette Regiment interessiert, hatten aber mit dessen Aufbau keine Eile. Durch peinlich strenge Ausmusterung wussten sie dessen Rekrutierung laufend zu verzögern und zu verteuern. Sie verweigerten die Auszahlung der aufgelaufenen Werbegelder und gewährten übrige Vorschüsse nur gegen Kaution, was die Ergänzung der Bestände noch zusätzlich verlangsamte. Schliesslich setzten sie Janett unverfroren mit der durch sie verursachten Verzögerung unter Druck und zwangen ihn zu für ihn unvorteilhaften Änderungen der Kapitulation. Zweitens spielte ihm sein aufbrausendes Wesen einen letztlich tödlichen Streich. Im Streit ohrfeigte er seinen ebenso unbeherrschten Major von Salis, der ihn später in einem veritablen Duell auf offener Strasse in Genua mit dem Degen erstach und sich schliesslich in der Haft durch einen Sprung aus dem Fenster das Leben nahm. Der nachfolgende Regimentskommandant Jenatsch hatte Desertionen zu beklagen. 1758 verlor er dadurch in einem einzigen Monat 22 Mann. Er wurde mit seinem Regiment in Bastia in Garnison gelegt. 1768, als Korsika gemäss dem Vertrag von Versailles an Frankreich überging, wurden die Reste des Regiments zum Gardebataillon des Dogenpalastes in Genua. 1797 wurde die Republik Genua von Frankreichs napoleonischen Truppen annektiert und als französische Tochterrepublik zur Ligurischen Republik. Der Doge von Genua hatte ausgedient. |                                  |

Es war auch das Ende aller Schweizer Truppen in genuesischen Diensten.